# Heute abend und morgen früh
Heute abend und morgen früh ist ein im Auftrag des Fernsehens der DDR hergestellter Spielfilm der DEFA von Dietmar Hochmuth aus dem Jahr 1980 nach den Erzählungen Heute Abend und morgen früh und Die Ausnahme aus dem Buch Lauter Leben von Helga Schubert aus dem Jahr 1975.

## Handlung
Eine Zahnärztin mittleren Alters, die in der Stomatologischen Abteilung der Berliner Charité arbeitet, hat an einem Freitag keine Lust zum Feierabend nach Hause zu gehen und wie immer ihrer Familie die Wohnungstür zu öffnen, sondern sie möchte einmal selbst empfangen werden. So kann der Zuschauer sie begleiten, als sie ihre Arbeitsstelle durch den Haupteingang in der Schumannstraße verlässt. Sie geht durch die Auguststraße, in der sie von einem West-Berliner Mercedesfahrer arabischer Herkunft gebeten wird, mit ihm einen Kaffee zu trinken. Sie schickt ihn aber weg, in die Friedrichstraße, wo er leichter jene Mädchen finden kann, die er sucht. Ihr weiterer Weg führt sie über die Große Hamburger Straße zum S-Bahnhof Marx-Engels-Platz und wird hier von einem Mann gefragt, ob sie eventuell zusammen mit in einem Krankenhaus gelegen habe, was sie aber verneint. Weiter geht zur Berliner Markthalle in der Karl-Liebknecht-Straße, wo sie an einem Gartenzwergstand auf einen Amerikaner trifft, der mehrere Zwerge kauft und ihr einen schenkt. Hier hält sich die Zahnärztin auf, bis die Markthalle schließt. Der Weg führt sie nur ein paar Hauseingänge weiter, bis zum Haus der Ungarischen Kultur, wo sie hereingebeten wird, um an einer Vernissage teilzunehmen. Nach einem Glas Sekt verabschiedet sie sich aber wieder, obwohl der Verantwortliche sie ebenfalls anbaggert (sie für eine bekannte Malerin hält). Überall auf dem Heimweg betrachtet sie Menschen bei deren Alltag, bis sie in ihrer Wohnung in der gegenüberliegenden Rathausstraße Licht sieht. Nun, da sie nicht mehr als erste nach Hause kommt, kann sie auch endlich nach oben gehen.
Am folgenden Morgen, es ist Sonnabend, steht sie (jetzt Mutter) auf, um ihren Sohn zu wecken, damit der sich auf den Weg zur Schule machen kann. Natürlich ist die von ihm gewünschte Hose noch nicht fertig repariert, so dass sie, neben der Zubereitung seines Frühstücks, auch noch schnell den Reißverschluss einnähen muss, denn eine andere Hose möchte er nicht anziehen. Nachdem der Sohn endlich die Wohnung verlassen hat, kann sie sich noch einmal ins Bett legen. Da ihr Mann aber durch den aufkommenden Straßenlärm nicht mehr schlafen kann, ist die Nachtruhe beendet. Er stellt aber fest, dass es zwingend notwendig ist, den Sonnabend weiterhin zum Schultag zu erklären, da sonst die Menschheit aussterben würde, denn sonst ist man nie allein. Anschließend bereitet er das Frühstück, wobei es gewollt dazu kommt, dass der von seiner Frau mitgebrachte Gartenzwerg vom Kühlschrank auf den Boden fällt und zerspringt. Nun können die Eheleute gemütlich am Tisch sitzen, frühstücken und ausgiebig plaudern, bis der Sohn aus der Schule nach Hause kommt.

## Produktion
Heute abend und morgen früh wurde von der Künstlerischen Arbeitsgruppe Roter Kreis als Schwarzweißfilm gedreht und hatte seine Premiere im Rahmen der Veranstaltungsreihe ad hoc am 14. März 1980 im Berliner Kino Astra. Die Dramaturgie des Films lag in den Händen von Christel Gräf, und das Szenarium wurde von Dietmar Hochmuth erarbeitet. Im Vorspann wird der Titel ausschließlich mit kleinen Buchstaben geschrieben: heute abend und morgen früh, was aber Probleme mit dem Lemma nach sich zieht. Deshalb hier durchgehend die korrekte Schreibweise.
Obwohl der Film durch das Fernsehen der DDR in Auftrag gegeben wurde, ist er dort nie gesendet worden. Er war der Diplomfilm des von 1973 bis 1979 am Staatlichen Allunionsinstitut für Kinematographie der UdSSR (WGIK) studierenden Regisseurs Dietmar Hochmuth. In Deutschland gilt dieser Film bislang als verschwunden, jedoch wurde 2015 von Dietmar Hochmuth im Archiv der Moskauer Filmhochschule eine gut erhaltene Kopie ohne russische Voiceover entdeckt.